# Frédérique Matla
Pour les articles homonymes, voir Matla.
Frédérique Matla est une joueuse néerlandaise de hockey sur gazon née le 28 décembre 1996 à Huizen. Elle a remporté avec l'équipe des Pays-Bas la médaille d'or du tournoi féminin aux Jeux olympiques d'été de 2020 à Tokyo.
Elle est aussi médaillée d'argent des Jeux olympiques de la jeunesse de 2014 à Nankin.